# 中国共産主義同盟
中国共産主義同盟（ちゅうごくきょうさんしゅぎどうめい、繁体字：中國共產主義同盟）はかつて中華民国に存在した左派政治団体である。団体名については中国共産党が1936年に作成した文書において「中国トロツキー主義者同盟」という呼称も確認できるが、正式な名称ではない。

## 歴史
中国共産主義同盟はレフ・トロツキーおよび国際左翼反対派からの要請を受けた無産者社の陳独秀が、中国ボリシェヴィキレーニン主義反対派、十月社、戦闘社といった中国国内の革命勢力を統一する形で結成したトロツキズム政党である。結党は1931年5月上旬に上海で行われ、以降1935年までは「中国共産党左翼反対派」の名称で活動していた。
国民政府体制下での党は中国共産党などと同じく中国国民党による弾圧に晒されており、書記長を務めていた陳独秀も結党直後に逮捕された。
1942年には彭述之が率いる多数派と、王凡西と鄭超麟が率いる少数派「国際主義派」に分裂した。
1947年には台湾支部が設立されたが、1948年前半に支部の中核として活動していた9人の構成員の内、3人が台湾の国民党によって逮捕・投獄された。
1948年9月に彭述之率いる約350名の多数派が中国革命共産党（中國革命共產黨）として再編され、香港に拠点を移した。また、残る少数派の約100名も1949年4月に王凡西を書記、鄭超麟らを中央委員とする中国国際主義労働者党（中國國際主義工人黨）を組織し、香港で活動した。